# キャント・スタンド・ミー・ナウ
「キャント・スタンド・ミー・ナウ」 (Can't Stand Me Now) は、ザ・リバティーンズの2ndアルバム『リバティーンズ革命』からの1stシングル。バンドのシングル最高位である全英2位を記録した。
PVには、2003年終わりごろのケンティッシュ・タウンForumで行われたギグの映像が使用されている。元ジーザス&メリーチェインのベーシストであるダグラス・ハートが監督を務めている。PVの終わりのほうでは大勢のファンがステージに上がり、フロントマンの2人と抱き合うなどしている。
この曲はカール・バラーとピート・ドハーティ、マーク・ケッズ（通称マーク・マイヤーズ。クレジットにはマーク・ ハンマートンと記載）により書かれている。
2006年5月、NMEの「グレイテスト・インディー・アンセムズ・エヴァー 50」で13位に選ばれた。

## 収録曲

### CD 1
1. キャント・スタンド・ミー・ナウ - Can't Stand Me Now
2. サイクロプス - Cyclops
3. ディリー・ボーイズ - Dilly Boys

### CD 2
1. キャント・スタンド・ミー・ナウ - Can't Stand Me Now
2. ネバー・ネバー - Never Never
3. オール・アット・シー - All At Sea (Available on US version)

### 7"
1. キャント・スタンド・ミー・ナウ - Can't Stand Me Now
2. （アイヴ・ガッタ）スイーツ - (I've Got) Sweets